# Haus zum Esslinger

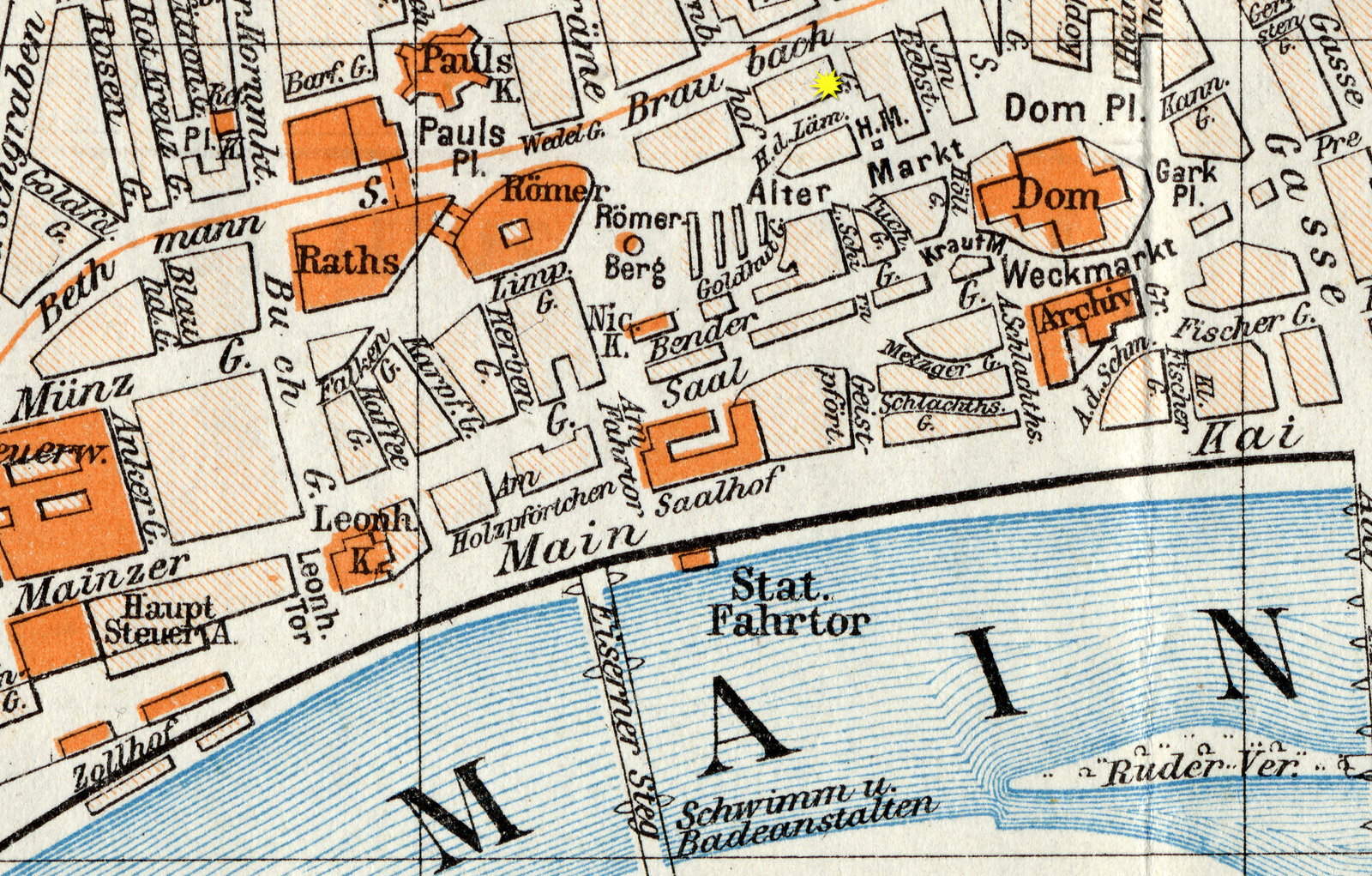
Position des Gebäudes in der Frankfurter Altstadt

Das Haus zum Esslinger, in Abgrenzung zum westlichen Nachbarhaus häufig auch Junger Esslinger oder Haus der Tante Melber genannt, ist ein wiederaufgebautes historisches Gebäude in der Altstadt von Frankfurt am Main, das heute das Struwwelpeter-Museum beherbergt. 

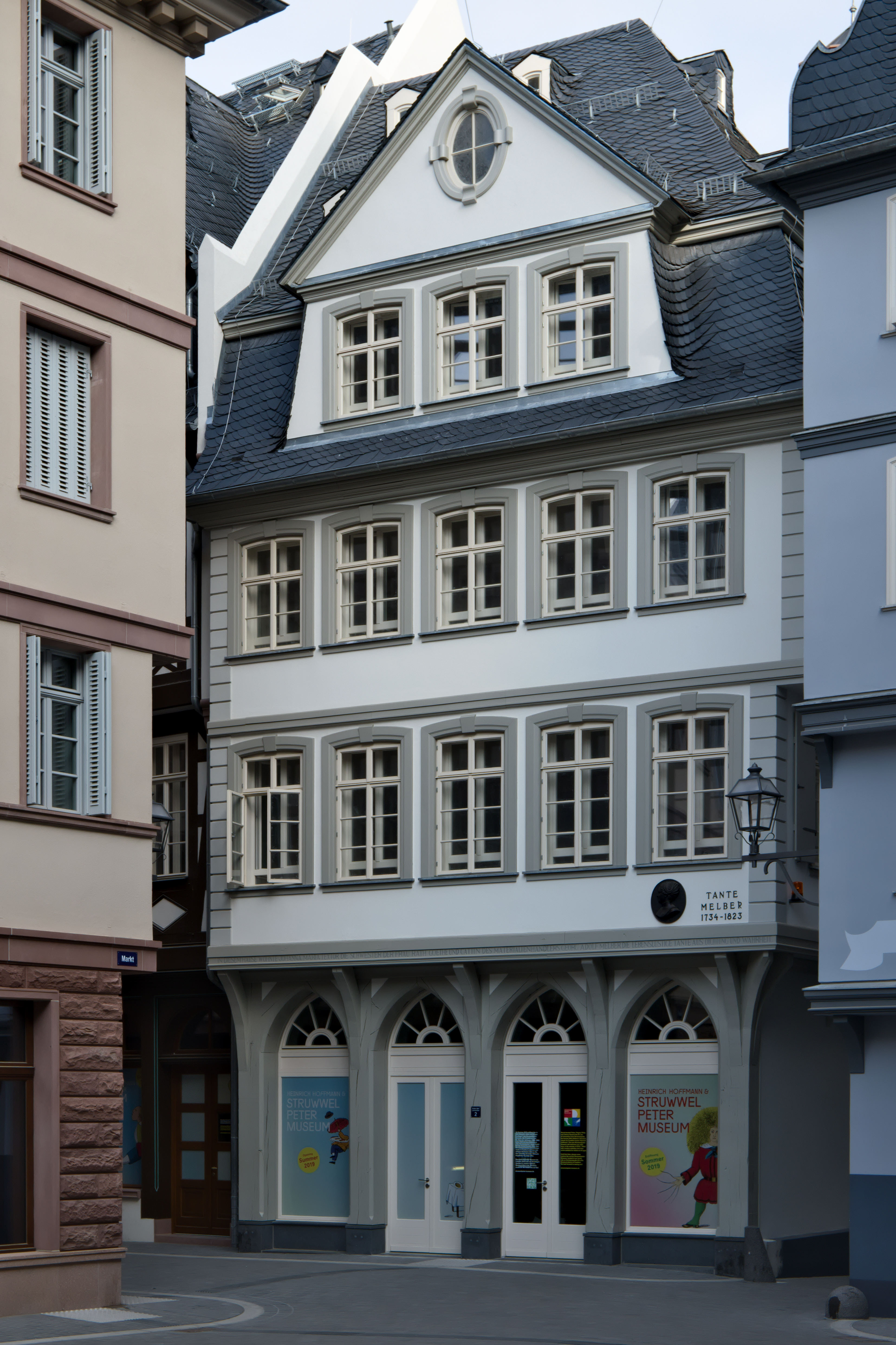
Rekonstruiertes Haus zum Esslinger (2018)

Das Haus befindet sich in der nordöstlichen Ecke des Hühnermarkts zwischen Römerberg und Dom; dort bildet es das Eckhaus zwischen der sich hier nach Westen erstreckenden Altstadtgasse Hinter dem Lämmchen und der nach Norden führenden Neugasse. Die Hausanschrift war vor der Zerstörung „Hinter dem Lämmchen 2“ bzw. „Neugasse 3“, heute wieder „Hinter dem Lämmchen 2“.
Obgleich es in seiner Konstruktion als stark barock verändertes Fachwerkhaus der Spätgotik nicht gegenüber seinem baulichen Umfeld hervorragte, war es doch als einstiger Wohnsitz von Johann Wolfgang Goethes Tante Melber weithin bekannt; Goethe beschrieb seinen Aufenthalt dort ausführlich in seinem Werk Dichtung und Wahrheit.
Im März 1944 brannte das Haus zum Esslinger nach den Luftangriffen auf Frankfurt weitestgehend ab. Einzelne erhaltene Teile wurden 1950 eingelagert, während der Rest der Ruine gesprengt wurde. Die Parzelle war von 1972 bis 1974 mit dem Technischen Rathaus überbaut. Nach dessen Abriss 2010 wurde das Gebäude zusammen mit einem Teil der es einst umgebenden Altstadt im Rahmen des Dom-Römer-Projekts als schöpferischer Nachbau rekonstruiert.
Im September 2019 eröffnete das Struwwelpeter-Museum im Haus zum Esslinger und im Nachbarhaus Alter Esslinger (Hinter dem Lämmchen 4). Es erinnert an den Struwwelpeter und seinen Verfasser, den Frankfurter Psychiater Heinrich Hoffmann.

## Geschichte

### Entstehungszeit bis zur barocken Umgestaltung
Da am Haus niemals baugeschichtliche Forschung betrieben oder solche zumindest schriftlich fixiert wurde, muss eine Betrachtung aus heutiger Sicht ausschließlich an dem erfolgen, was überliefert ist – also anhand von Urkunden, einigen wenigen Fotografien sowie architektonischen Detailzeichnungen der sogenannten Altstadtaufnahme aus den frühen 1940er Jahren. Inwieweit Quellenforschung hier eine Besserung bringen könnte, ist ungewiss, da insbesondere Akten über bauliche Umgestaltungen in der Altstadt den Kriegsverlusten zuzurechnen sind.
Bereits 1320 wurde ein Haus mit dem Namen zum Esslinger erstmals in einem Bedebuch erwähnt. Aus dem Jahr 1359 stammt die erste Hausurkunde. Nach heutigem Kenntnisstand über den hessisch-fränkischen und speziell den Frankfurter Fachwerkbau war das 1944 zerstörte Gebäude jedoch mit Sicherheit viel jünger. Die Konstruktionsweise des in ursprünglich spitzbogige Arkaden aufgelösten Erdgeschosses deutet bei seriöser Betrachtung und ohne weitere Anhaltspunkte frühestens in die erste Hälfte des 16. Jahrhunderts. Für ähnliche Bauten etwa in der oftmals mit Frankfurt vergleichbaren Limburger Altstadt ist eine solche Datierung heute auch dendrochronologisch belegt.
Der Frankfurter Maler Carl Theodor Reiffenstein versuchte sich an einer zeichnerischen Rekonstruktion des Ursprungsbaus (siehe Bild), die jedoch zumindest in Teilen zweifelhaft ist. So zeigt er das zweite Obergeschoss zum Hühnermarkt hin mit Überhang, was sicherlich nie der Fall war, denn dieser wäre bei der barocken Neugestaltung, wie praktisch immer in Frankfurt, erhalten geblieben. Trotz der nach dem Großen Christenbrand von 1719 erlassenen strengen Bauvorschriften, die nur einen geringen Überhang gestatteten, versuchten Bauherren nämlich in der dicht bebauten Altstadt keinerlei Platz zu verschenken. Auch die in Renaissanceformen gestalteten Zwerchhäuser des Daches sind reine Phantasieprodukte ohne den geringsten Beleg.
Die weitere Geschichte des Hauses bis in die Barockzeit liegt nahezu völlig im Dunkeln. Johann Georg Battonn zeigte noch einige urkundliche Nennungen des Gebäudes im 14. bis 16. Jahrhundert auf, die ohne weitergehende Quellenforschungen jedoch kaum in einen Zusammenhang zu bringen sind. Eine von ganz wenigen bildlichen Darstellungen ist auf dem Merian-Plan von 1628 zu sehen, wo das Haus im Dachbereich einen sehr gotisch wirkenden Spitzhelmabschluss zu haben scheint. Dies entspricht dem, was z. B. heute noch am Großen und Kleinen Engel am Römerberg beobachtet werden kann.
Auf einem Stich von Salomon Kleiner aus dem Jahre 1738, der den Hühnermarkt Richtung Westen zeigt, ist das Haus zum Esslinger knapp angeschnitten, lässt jedoch zumindest angedeutet eine zeittypische Fassadenmalerei erkennen. Da Kleiner, etwa im Gegensatz zu Matthäus oder Caspar Merian, architektonische Details eher vernachlässigte, kann der Stich keinesfalls als Beweis für das damalige Erscheinungsbild dienen.

### Barocke Umgestaltung bis zum Ende des 19. Jahrhunderts

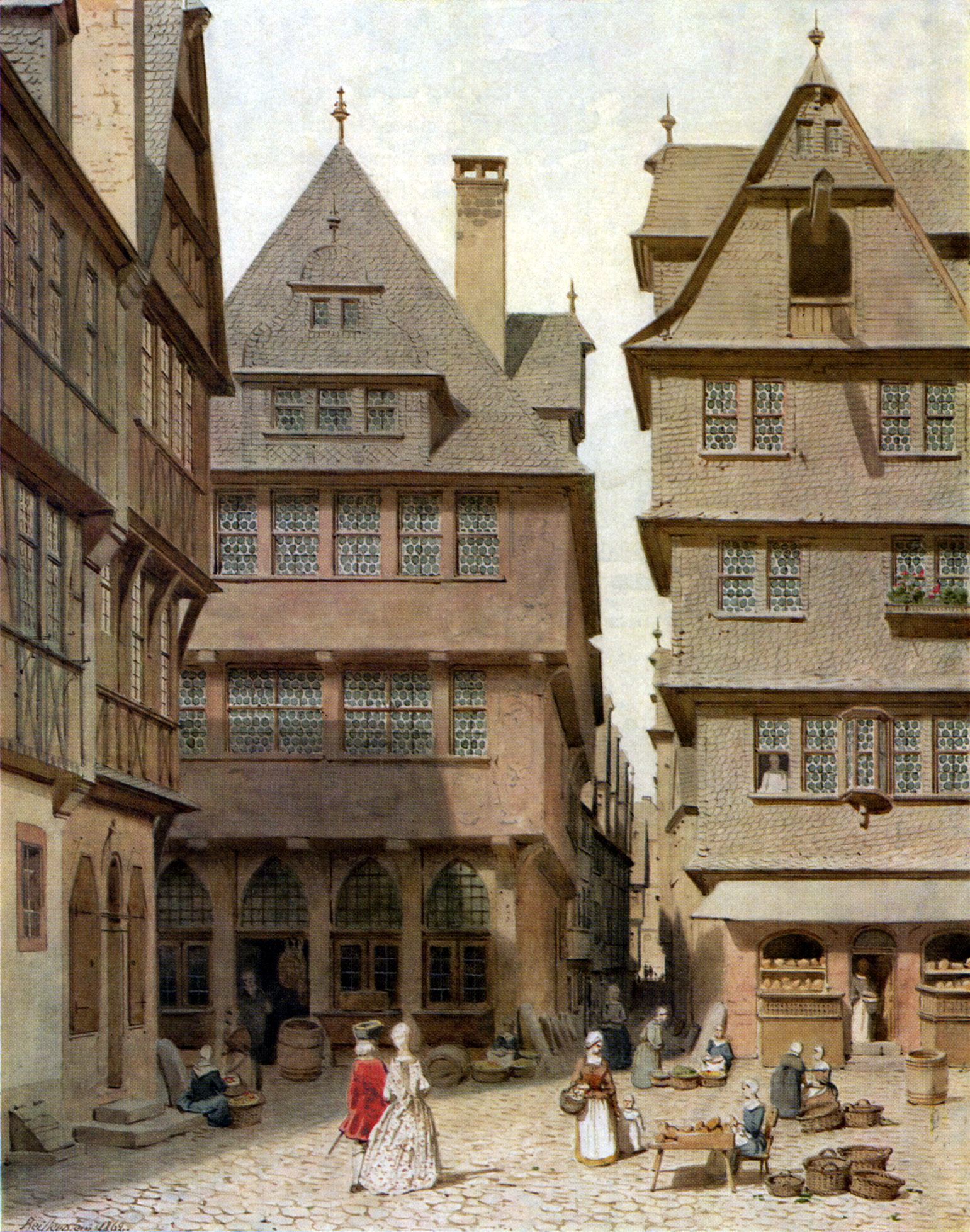
Haus zum Esslinger (historisierende Interpretation des präbarocken Zustandes), Aquarell von Carl Theodor Reiffenstein, 1869

Nicht einmal das genaue Datum der wenig später erfolgten barocken Umgestaltung, die höchstens aufgrund stilistischer Kriterien in die frühe zweite Hälfte des 18. Jahrhunderts datiert werden kann, ist in der Literatur dokumentiert. Klar ist somit nur, was auf wenigen Fotografien der Jahre 1860 bis 1944 zu sehen ist: das im Kern noch sehr gotische Erscheinungsbild des Hauses wurde, wie so oft, lediglich übertüncht, keinesfalls aber zerstört.
Die zahlreichen Bügen unterhalb des Erdgeschosses zum Hühnermarkt, aber auch entlang der Obergeschosse an der Neugasse blieben erhalten, in die Fassade wurden zahlreiche barock dimensionierte Fensteröffnungen gebrochen, die den Eindruck des ursprünglich auf Sicht gearbeiteten Fachwerks wohl völlig veränderten. Entsprechend verputzte man das Haus und versah die Ecken mit einer Quadergliederung, um eine zeitgemäße Steinarchitektur vorzutäuschen.

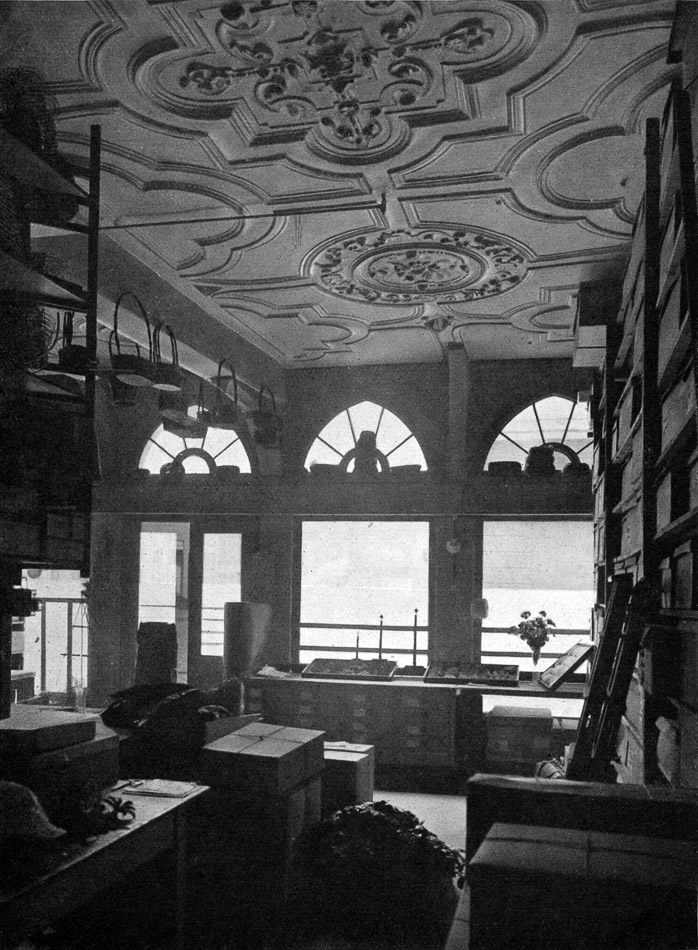
Erdgeschoss mit Stuckdecke, Fotografie von C. F. Mylius, um 1900

Interessanterweise wurde die zur fast ganztägig dunklen Neugasse gewandte, langgezogene Ostseite des Hauses stärker und repräsentativer verändert als die Seite zum Markt: die Fenster erhielten prachtvolle, kunstgeschmiedete Schlosserarbeiten, die hölzernen Türen und Fensterläden wurden nicht minder aufwändig durch schwungvolle Schnitzereien im Stile der Zeit geziert. Als einziges Element des Hauses wurde das Dach als Mansarddach mit einem Zwerchhaus mit Dreiecksgiebel und Oculusfenster zum Hühnermarkt vollständig neu gebaut. Im Inneren erhielt schließlich wenigstens der Laden im Erdgeschoss eine prachtvolle Stuckdecke (siehe Bild).
Besser bekannt und unzweifelhaft belegt ist dagegen, dass das Haus im selben Jahrhundert im Besitz von Goethes Onkel Georg Adolf Melber war. Er hatte Johanna Maria Textor geheiratet, die zweite Tochter des Stadtschultheißen Johann Wolfgang Textor und jüngere Schwester von Catharina Elisabeth Goethe. Goethe erzählte von seiner Tante, indirekt aber auch vom Haus, in Dichtung und Wahrheit:

„So waren wir z. B. auf gar mannigfaltige Weise beschäftigt und unterhalten, wenn wir die an einen Materialhändler Melber verheiratete zweite Tochter besuchten, deren Wohnung und Laden mitten im lebhaftesten, gedrängtesten Teile der Stadt an dem Markte lag. Hier sahen wir nun dem Gewühl und Gedränge, in welches wir uns scheuten zu verlieren, sehr vergnüglich aus den Fenstern zu; und wenn wir uns im Laden unter so vielerlei Waren anfänglich nur für das Süßholz und die daraus bereiteten braunen gestempelten Zeltlein vorzüglich interessierten, so wurden wir doch allmählich mit der großen Menge von Gegenständen bekannt, welche bei einer solchen Handlung aus- und einfließen.“

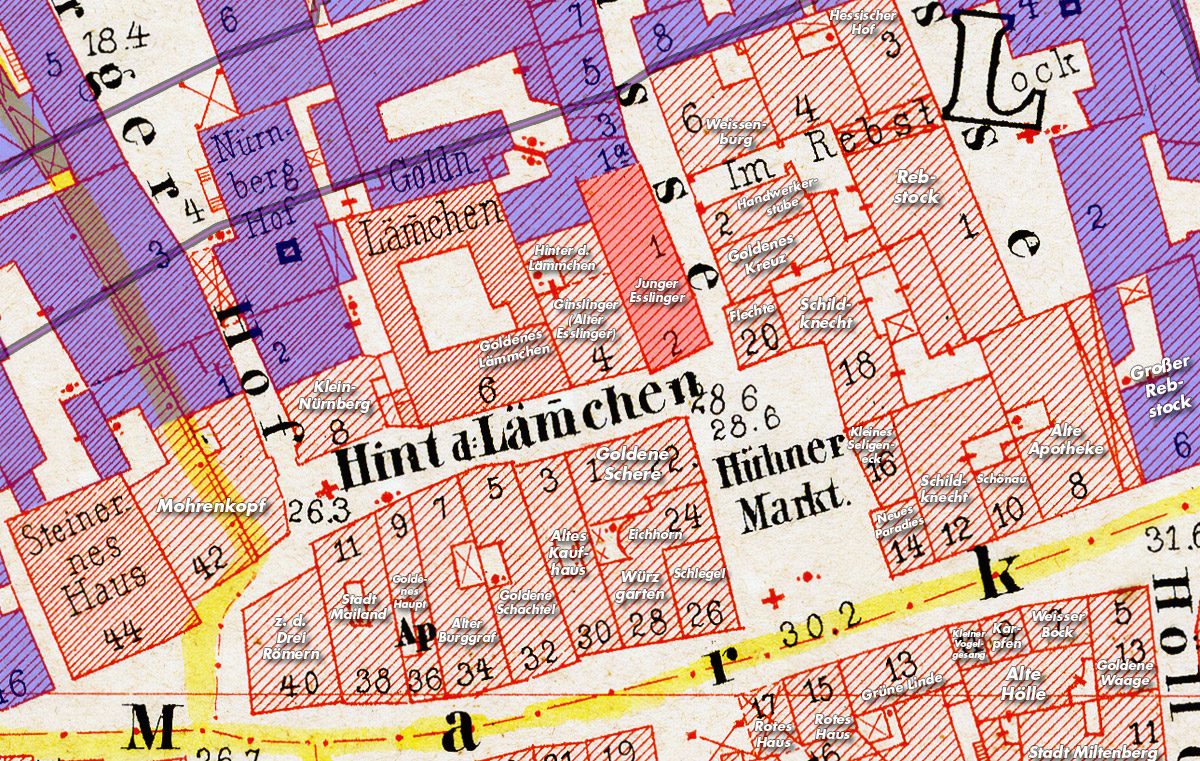
Gebäude auf dem Ravenstein-Plan Frankfurts von 1862

Das Haus ging im Verlaufe der ersten Hälfte des 19. Jahrhunderts in andere Hände über. Besser gestellte Bürger, zu denen die Familie Melber zu zählen ist, zogen in jenen Jahren aus der verfallenden Altstadt in neu entstehende, repräsentative Wohngebiete Frankfurts. Am 27. August 1841 kaufte Johann Matthias Andreae für 27.000 Gulden das Haus mit der sich darin befindlichen „Material- und Farbwarenhandlung“. Daraus entwickelte sich später die pharmazeutische Großhandlung Andreae-Noris Zahn.
Passend zu dieser Überlegung findet sich im Adressbuch von 1877 der Namen Melber auch nur einmal – ironischerweise in der Goethestraße, die nach ihrer Entstehung in einem Straßendurchbruch hauptsächlich aus repräsentativen Neubauten bestand. Im direkten Gegensatz dazu finden sich in den Adressbüchern der Zeit im Haus zum Esslinger – wie in fast allen Altstadtgebäuden – eher einfache Berufe und Ladengeschäfte. Auf Fotografien der Zeit um 1900 sind große Werbetafeln an der Fassade und ein heruntergekommener Zustand zu erkennen.

### Sanierung, Kriegszerstörung und Wiederaufbau
Ab 1922 setzte sich der Bund tätiger Altstadtfreunde auf Initiative des Historikers Fried Lübbecke für die Sanierung der Altstadt und eine Verbesserung der Wohnverhältnisse ein. Unter der nationalsozialistischen Herrschaft wurde die Altstadtgesundung mit dem Ziel einer grundlegenden Sanierung der Bausubstanz der Altstadt fortgeführt. Bis Anfang der 1940er Jahre wurden etwa 600 Gebäude gründlich saniert, viele andere äußerlich renoviert. Zuletzt trug auch das Haus zum Esslinger unterhalb der Fenster des ersten Erdgeschosses einen Reliefkopf von Goethes Tante mit ihren Lebensdaten und dem sie charakterisierenden, wörtlichen Zitat aus Dichtung und Wahrheit:

„Auch in ihrem Hause war um sie her alles bewegt, lebenslustig und munter, und wir Kinder sind ihr manche frohe Stunde schuldig geworden.“

Am 22. März 1944 verbrannte das Haus bei einem Luftangriff auf Frankfurt am Main mit der gesamten restlichen Altstadt. Da sich die Stadt nach Kriegsende für einen modernen Wiederaufbau entschied, wurde die Vorderhausruine 1950 gesprengt und ihre Reste abgeräumt. Einige wenige der barocken Umgestaltung entstammende Einzelteile der Fassade des Hauses an der Neugasse, die Kriegszerstörung und Nachkriegsverachtung für historische Werte überstanden hatten – Fenstergitter und -läden sowie der Schlussstein eines Portalbogens –, wurden im Historischen Museum eingelagert.
Anfang der 1970er Jahre entstand auf dem Gelände des einstigen Hühnermarkts, der Neugasse und Hinter dem Lämmchen das Technische Rathaus im Stil des Brutalismus. Einige historisierende Bauten entlang der Braubachstraße aus dem ersten Drittel des 20. Jahrhunderts, die aufgrund ihrer massiven Bauweise mehr oder minder unbeschadet den Feuersturm des Zweiten Weltkriegs überstanden hatten, mussten für den Neubau weichen. Darunter befand sich auch das zur Braubachstraße zeigende, im nördlichen Anschluss an das einstige Haus zum Esslinger im ähnlichen Stil 1912 errichtete Gebäude mit der Anschrift Braubachstraße 25, in das Teile einer Originalfassade von 1766 integriert worden waren.
Nachdem sich ab 2005 der Abriss des Technischen Rathauses abgezeichnet hatte, der im Jahr 2010 auch durchgeführt wurde, beschloss die Frankfurter Stadtverordnetensammlung am 9. September 2007 die Neubebauung des frei werdenden Areals. Auf einem möglichst eng am historischen Vorbild orientierten Grundriss entstanden im Rahmen des Dom-Römer-Projekts 35 Gebäude neu, darunter neben 14 weiteren bedeutenden historischen Gebäuden auch das Haus zum Esslinger als originalgetreue Rekonstruktion. Damit erhielt die Stadt über 70 Jahre nach Kriegsende eines ihrer einst so zahlreichen kulturhistorischen Kleinode zurück. Im September 2019 bezog das Struwwelpeter-Museum das Haus zum Esslinger und das Nachbarhaus Alter Esslinger.